# Bayview (hrabstwo Humboldt)
Bayview – jednostka osadnicza w Stanach Zjednoczonych, w stanie Kalifornia, w hrabstwie Humboldt.